# Miguel Maldonado
Miguel Ángel Maldonado (* 15. März 2002) ist ein ecuadorianischer Leichtathlet, der sich auf den Sprint spezialisiert hat.

## Sportliche Laufbahn
Erste internationale Erfahrungen sammelte Miguel Maldonado im Jahr 2019, als er bei den U20-Südamerikameisterschaften in Cali in 49,52 s den siebten Platz im 400-Meter-Lauf belegte und mit der ecuadorianischen 4-mal-400-Meter-Staffel in 3:18,76 min die Bronzemedaille gewann. Anschließend schied er bei den U20-Panamerikameisterschaften in San José mit 49,86 s im Vorlauf aus und belegte mit der Staffel in 3:13,47 min den sechsten Platz. 2021 gewann er bei den Südamerikameisterschaften im heimischen Guayaquil in 3:13,74 min gemeinsam mit Sebastian Acuña, Alan Minda und Anderson Marquinez die Bronzemedaille in der 4-mal-400-Meter-Staffel hinter den Teams aus Brasilien und Kolumbien. Anschließend gewann er bei den U20-Südamerikameisterschaften in Lima in 48,73 s die Silbermedaille  über 400 m. Zudem gewann er in 41,11 s die Silbermedaille in der 4-mal-100-Meter-Staffel sowie in 3:15,58 min auch in der 4-mal-400-Meter-Staffel. Zudem gewann er auch in der erstmals ausgetragenen Mixed-Staffel in 3:35,95 min die Silbermedaille. Im August wurde er bei den U20-Weltmeisterschaften in Nairobi mit der 4-mal-100-Meter-Staffel im Vorlauf disqualifiziert und belegte mit der 4-mal-400-Meter-Staffel in 3:09,32 min den fünften Platz. Anschließend belegte er bei den U23-Südamerikameisterschaften in Guayaquil in 49,26 s den sechsten Platz über 400 m und gewann in 3:10,63 min die Silbermedaille in der 4-mal-400-Meter-Staffel hinter dem Team aus Brasilien.

## Persönliche Bestleistungen
- 400 Meter: 48,65 s, 31. Juli 2021 in Quito